# Argumento do periastro

Elementos orbitais de um corpo em órbita do Sol.
P2 – Plano de referência (mais frequentemente, no Sistema Solar, é usada a eclíptica, mas pode ser usado, de uma forma geral, o plano do equador do astro principal (neste caso, do Sol)), P1 – Plano da órbita do corpo secundário, S – Astro principal (Sol), a – Semieixo maior, P – Periastro (Periélio), – Nó ascendente, – Argumento do periastro, – Ponto Vernal, Ω – Longitude do nó ascendente, i – Inclinação orbital do corpo secundário em relação ao plano de referência.

O argumento do periastro, ou argumento de latitude do periastro (símbolo {\displaystyle \omega }), é um dos elementos orbitais de um corpo celeste. É o ângulo que se desenvolve desde o nó ascendente até ao periastro, medido no plano orbital do objeto e no sentido do seu movimento de translação. Para órbitas equatoriais, onde não há um nó ascendente, e para as circulares, que não têm periastro, não existe esse elemento. 
Para os objetos cujas órbitas são em torno do Sol, esse elemento denomina-se argumento do periélio; para os que orbitam em torno da Terra é o argumento do perigeu.
São os seguintes os argumentos do periélio dos 8 planetas do Sistema Solar:
| Mercúrio | Vénus     | Terra      | Marte    | Júpiter  | Saturno    | Urano     | Netuno     |
| -------- | --------- | ---------- | -------- | -------- | ---------- | --------- | ---------- |
| 29,124°  | 54,85229° | 114,20783° | 286,537° | 275,066° | 336,01386° | 95,54132° | 265,64685° |